# 4e régiment de chasseurs
Le 4e régiment de chasseurs (4e RCh) est une unité de cavalerie blindée de l'armée française. Ancien régiment de cavalerie de l'Ancien régime, il est aujourd'hui l'unique régiment de cavalerie blindée de la 27e brigade d'infanterie de montagne (27e BIM). Il est implanté à Gap (Hautes-Alpes) depuis 1983 au sein du quartier général Guillaume.

## Création et différentes dénominations
- 1675 : Création du régiment De Nancré-dragons par Claude Antoine de Dreux[3]
- 1779 : Création du 4e régiment de chasseurs[4]
- 1784 : le 4e régiment de chasseurs disparait et devient le régiment de chasseurs des Cévennes[4]
- 1788 : Création du 4e régiment de chasseurs de Franche-Comté, ancien régiment Durfort Dragons[4]
- 1791 : Création du 4e régiment de chasseurs à cheval[5] sous le commandement du colonel Maumigny de Verneuil
- 1814 : Devient le régiment des Chasseurs de Monsieur
- 1815 : Redevient le 4e régiment de chasseurs à cheval puis est dissout
- 1816 : Recréation du régiment sous le nom de Chasseurs de l'Ariège[4]
- 1831 : Dissolution et transformation en 4e lanciers[4]
- 1831 : Création d'un nouveau 4e régiment de chasseurs à cheval par changement de nom du 9e régiment de chasseurs à cheval[4]
- 1921 : Dissolution du régiment[4]
- janvier 1940 : Recréation du 4e Chasseurs avec appellation de 4e régiment d'automitrailleuses[4]
- juillet 1940 : Le 4e régiment d'automitrailleuses est renommé 4e régiment de chasseurs à cheval, dissout à la fin du même mois[4]
- 1954 : Le 1er juillet 1954, le 4e régiment de chasseurs est reformé[4]

## Chefs de corps
- 1676 : de Bursard
- 1681 : de Tessé
- 1692 : de Sennectère
- 1705 : de Belabre
- 1727 : de Plébo
- 1729 : de Nicolaï
- 1744 : de Bartillat
- 1748 : d'Apchon
- 1761 : de Nicolaï
- 1763 : de Lanan
- 1782 : de Durfort

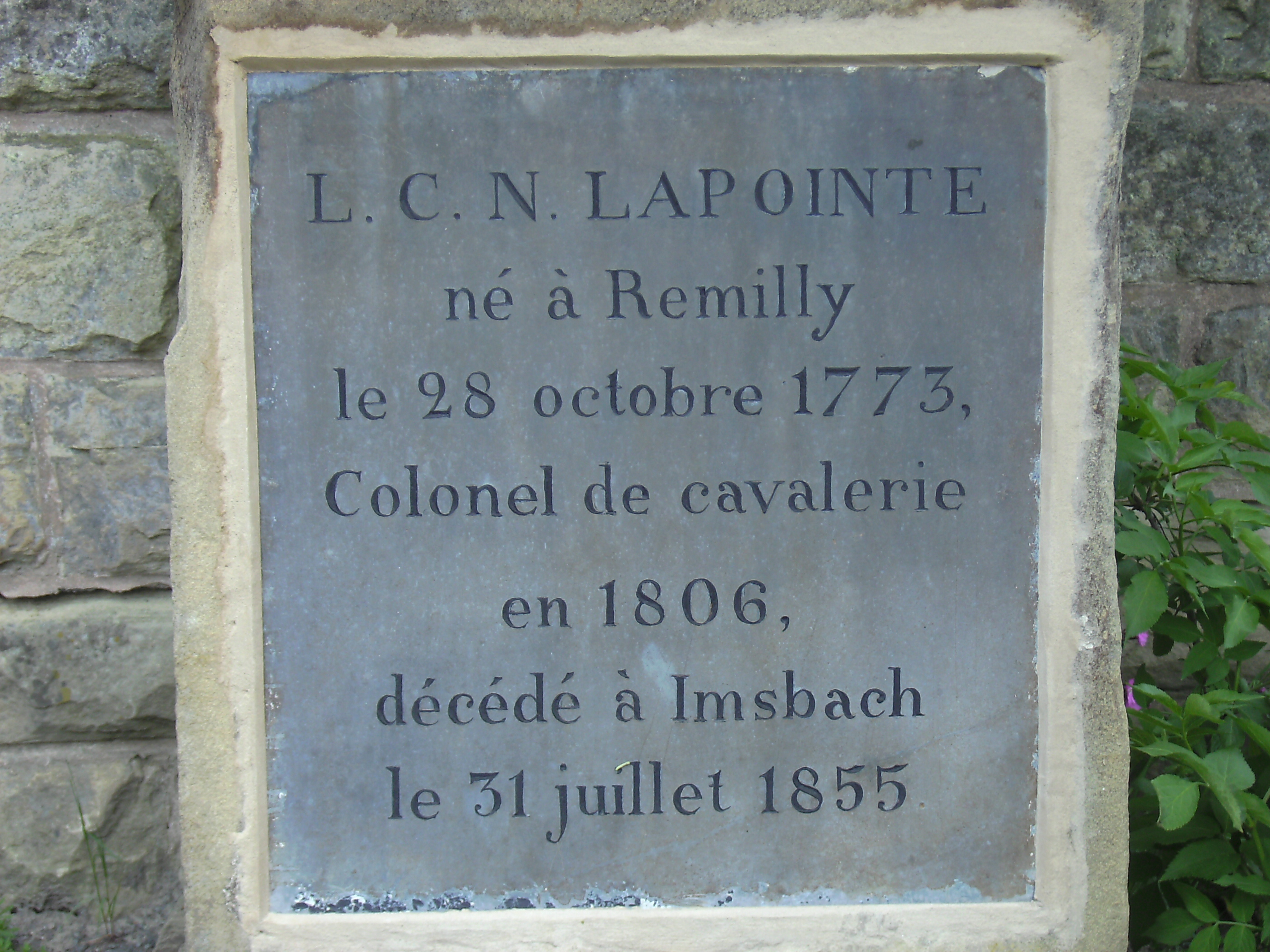
Lapointe, Charles Louis Narcisse

- 1791 : colonel de Verneuil, Paul Maumigny
- 1791 : colonel de Jobal, Joseph François
- 1792 : colonel de Cadignan, Jean Baptiste Dupleix
- 1792 : colonel de Rossi, Hyacinthe Étienne Antoine Alexandre
- 1793 : chef de brigade Bregeot, Claude Hyacinthe
- 1794 : chef de brigade Scalfort, Nicolas Joseph
- 1803 : colonel Claude Denis Noël Bruguière (assassiné le 28 octobre 1806)
- 1806 : colonel Urbain François Lambert (*)
- 1807 : colonel Lapointe, Charles Louis Narcisse
- 1809 : colonel Boulnois, Louis Jacques François (blessé les 14 et 19 août 1812)
- 1813 : colonel Clément Louis Helion de Villeneuve de Vence (blessé les 18 et 29 octobre 1813)
- 1815 : colonel Desmichels, Louis Alexis
- 1815 : colonel François Joseph Marie Clary
- 1831 : colonel Bouverie, remplace le colonel Perquit (9e chasseurs), promu maréchal de camp[6]
- 1832 : colonel Ibry
- 1835 : colonel Hautreux
- 1836 : colonel Correard
- 1842 : colonel Martin de Bourgon
- 1843 : colonel Pellion
- 1849 : colonel Marquis de Forton
- 1853 : colonel vicomte de Montfort
- 1860 : colonel Francq
- 1865 : colonel Bachelier
- 1866 : colonel du Ferron
- 1873 : colonel Pesme
- 1879 : colonel de Beaumont
- 1886 : colonel Donop
- 1891 : colonel de Brem
- 1893 : colonel de La Boulinière
- 1903 : colonel de Plessis de Grenedan
- 1907 : colonel Sabry de Monpoly
- 1914 : colonel Arthuis
- 1916 : colonel Caffaro
- 1919 : colonel de Bonnefoy
- 1919 : colonel Bore-Verrier
- 1920 : colonel Perret
- 1921 : colonel de Bonnefoy
- 1940 : lieutenant-colonel Grevy
- 1940 : colonel Chapel
- 1954 : colonel Gribius
- 1956 : colonel de Boissieu
- 1958 : colonel de Saint Germain
- 1960 : colonel Mirabeau
- 1961 : colonel Raiffaud
- 1966 : lieutenant-colonel Tilly
- 1968 : lieutenant-colonel Tonnerre
- 1971 : colonel Provensal
- 1973 : colonel Basteau
- 1975 : colonel Codet
- 1977 : colonel Iliou
- 1979 : colonel Lajouanie
- 1981 : colonel Barreau
- 1983 : colonel Dubost
- 1985 : colonel Peltier
- 1987 : colonel Pernet
- 1989 : colonel Fleuriot
- 1991 : colonel Dupety
- 1993 : colonel Langlois
- 1995 : colonel Epitalon
- 1997 : colonel Chefson
- 1999 : colonel de Langlois
- 2001 : colonel Barrau
- 2003 : colonel Jérôme Lockhart
- 2005 : colonel Laurent Kolodziej
- 2007 : colonel Dominique Lemaire
- 2009 : colonel Thibault de Brébisson
- 2011 : colonel Hervé de Courrèges
- 2013 : colonel Armel Dirou
- 2015 : colonel Jean-Jacques Fatinet
- 2017 : colonel Pierre de Thieulloy
- 2019 : colonel Nicolas de Chilly
- 2021 : colonel Philippe de Tanoüarn
- 2023 : colonel Vincent Flore
- 2025 : colonel Geoffroy Binnendijk

## Historique des combats et batailles du4erégimentde chasseurs à cheval

### Ancien Régime
- 1684 : Luxembourg
- 1688-1697 : Ligue d'Augsbourg
- 1701-1713 : Guerre de Succession d'Espagne
- 1733-1735 : Guerre de Succession de Pologne
- 1740-1748 : Guerre de Succession d'Autriche
- 1756-1763 : Guerre de Sept Ans

### Révolution et Empire

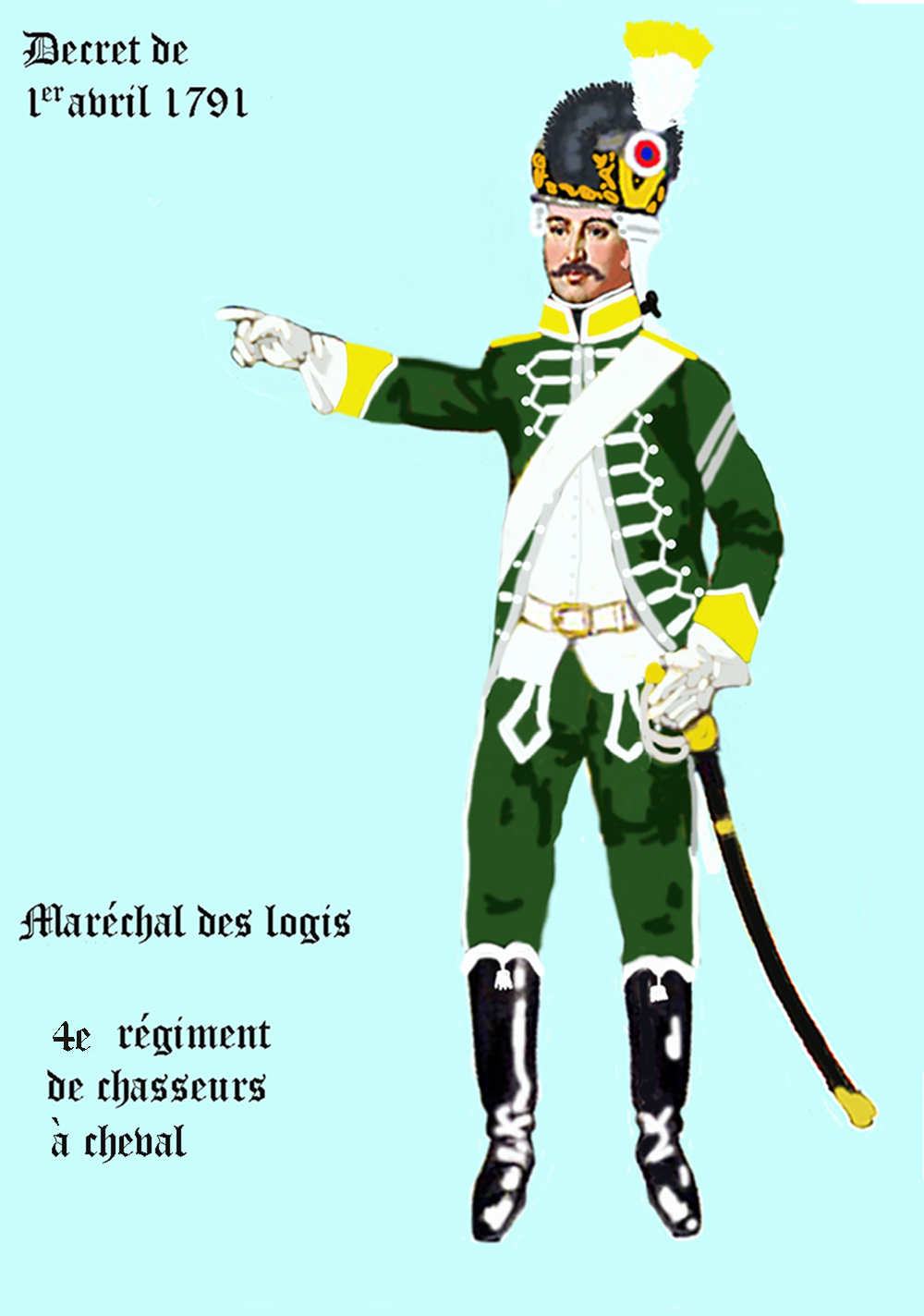
Illustration d'un chasseurs du 4e RCA en 1791
Etendard d'escadron du 4e régiment de chasseurs à cheval de 1791 à 1794

- 1792 : Armée du Midi, Armée des Alpes
- 1793-1796 : Armée de Rhin-et-Moselle
- 1793 : Le régiment est presque entièrement capturé à Fort Vauban par les Autrichiens.
  - 26 décembre : 2e bataille de Wissembourg
- 1796 : Un échange de prisonniers permet la reconstitution du régiment qui se fait remarquer dans l'Armée de Rhin-et-Moselle, notamment à la bataille de Biberach.
- 1797 : Armée d'Italie
- 1797-1798 : le régiment est en Vendée.
- 1799 : armée de Batavie
- 1800 : Campagne d'Italie sous le commandement du chef de brigade Jean-Auguste Carrié de Boissy
- 1803 : Martinique
- 1805 : Armée d'Italie
  - Bataille de Caldiero
- 1812 : Campagne de Russie
  - Bataille de la Moskowa
  - Bataille de la Bérézina
- 1813 : Campagne d'Allemagne
  - 16-19 octobre : Bataille de Leipzig
- 1814 : Campagne de France
- 1815 : Campagne de Belgique (1815)
  - Waterloo

À la chute définitive de Napoléon le régiment est supprimé et les hommes mutés au 21e Bataillon de Chasseurs à Pied.

### De 1815 à 1848
- 1823 : Espagne
- 1840 : Algérie

### Second Empire
- 1854-1859 : Algérie
- 1859 : Italie
- 1864-1868 : Algérie
- Guerre franco-prussienne de 1870
  - Bataille de Forbach-Spicheren

### Première Guerre mondiale

#### Affectations
- Caserne Épinal, 2e Brigade de cavalerie légère. Engagé à la mobilisation avec le 21e Corps d'Armée (Ire Armée)[7]

#### 1914
- Du 7 au 30 août 1914 : occupation des cols des Vosges (Bonhomme, Sainte Marie, Saales)
  - 25 août - 4 septembre : Bataille du col de la Chipotte
  - Hans, d'Urbeis, du Donon)
- Donné en renfort à la IVe Armée avec le 21e Corps d'Armée.
- Du 6 au 13 septembre 1914 : bataille de la Marne (IVe Armée).

#### 1915
- Artois - Notre Dame de Lorette - Champagne

#### 1916
- Bataille de Verdun
- De septembre à décembre 1916: bataille de la Somme.

#### 1917
Chemin des Dames - La Malmaison

#### 1918
- 1918 : Aisne.

### Entre-deux-guerres
1921 : fin des activités à cheval du 4e régiment de chasseurs.

### Seconde Guerre mondiale

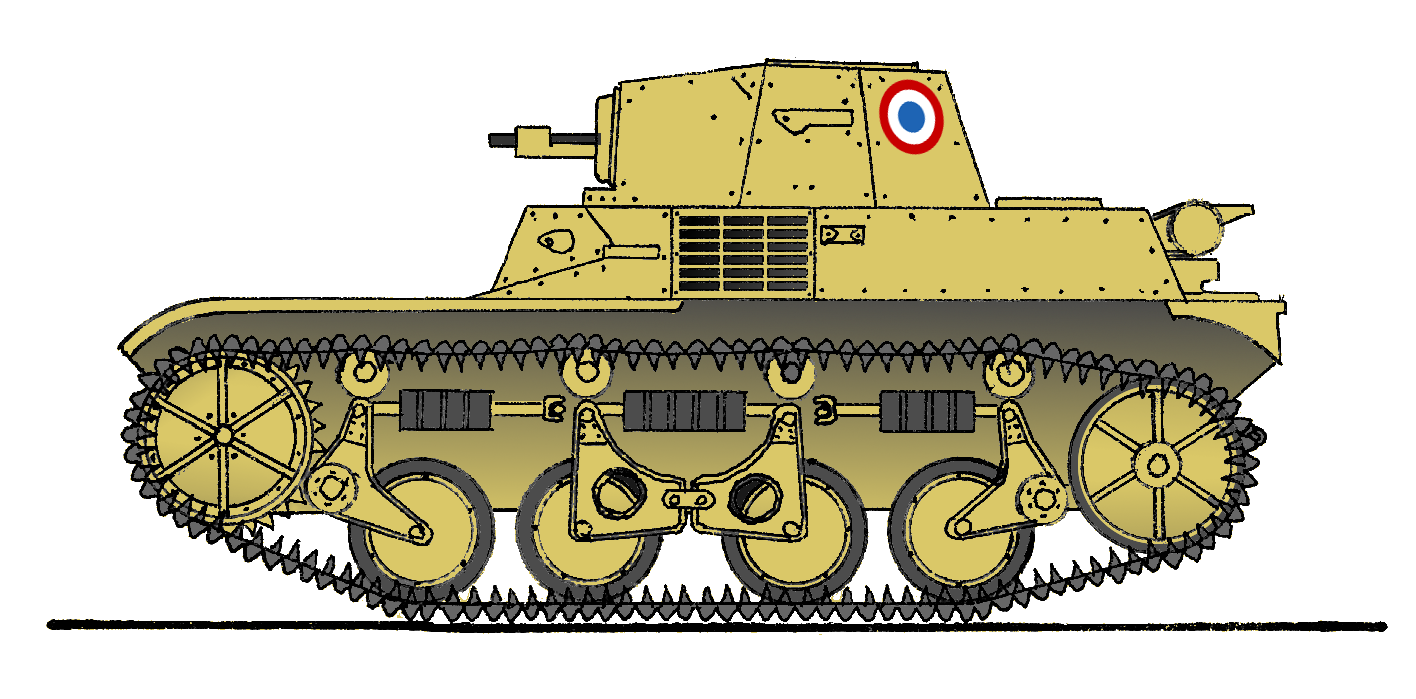
Dessin d'une AMR 35 ZT4 telle que mise en service avec le 4e régiment d'automitrailleuse reconstitué début juin 1940 (la couleur ocre est supposée).

Le 1er janvier 1940, le 4e régiment chasseurs prend l'appellation de 4e régiment d'automitrailleuses (4e RAM). Régiment de découverte sous les ordres du lieutenant-colonel Grevy, il est jumelé avec le 14e régiment de dragons portés pour former la 14e brigade légère motorisée qui appartient à la 4e division légère de cavalerie (4e DLC). Le régiment est notable pour avoir le premier engagé à titre bénévole une assistante sociale pour soutenir les soldats inquiets pour leur famille.
Le régiment est formé d'un état-major et deux groupes d'escadrons :
- État-Major : groupe de commandement, groupe de transmission, escadron hors rang ;
- Groupe d'escadron de découverte :
  - Escadron d'AMD : 4 pelotons d'AMD 35 Panhard (15 AMD au total) ;
  - Escadron de fusiliers motocyclistes (4 pelotons à 2 groupes de combat et 1 groupe de commandement, sur side-cars) ;
- Groupe d'escadron de combat :
  - Escadron de combat : 4 pelotons de chars H39 (14 chars au total)
  - Escadron de fusiliers motocyclistes (4 pelotons à 2 groupes de combat et 1 groupe de commandement, sur side-cars) ;

Il combat à partir du 10 mai 1940, entrant en Belgique pour combattre les Allemands (plan Dyle). Face aux pertes subies (il ne reste plus que 6 AMD et 1 char le 16 mai), le régiment retourne à l'arrière le 18 mai pour être reconstitué. La 4e DLC devient la 7e division légère mécanique. Le régiment est alors constitué de deux escadrons mixtes AMD/motos (soit au total 10 AMD 35 Panhard) et deux escadrons mixtes AMR/motos (soit au total 10 AMR 33 et AMR 35 plus 4 en réserve). Le régiment retourne au combat le 5 juin sur la Suippe, la Marne, la Bourgogne et la Loire. Il ne lui reste plus qu'une seule automitrailleuses à la signature de l'Armistice.
Le 10 juillet 1940, le 4e RAM redevient le 4e régiment de chasseurs, qui est lui-même dissous à la fin du même mois.

### 1945 à 1963
Le 1er juillet 1954, le 4e régiment de chasseurs est reformé comme régiment de reconnaissance de la 14e division d'infanterie prévue pour être employée en Indochine. Il est alors équipé de deux escadrons d'automitrailleuses M8 et d'un escadron de chars légers M24. Mais la division reçoit l'ordre de partir en Tunisie, en proie à des troubles anticoloniaux.
Il arrive en Tunisie en juillet 1954. Le régiment participe d'abord aux opérations contre les indépendantistes puis après le retour du calme le régiment ouvre des pistes, reconstruit des bordjs, crée de toutes pièces de nouveaux itinéraires dans les djebels, où il avait combattu.
Le régiment rejoint l'Algérie depuis la Tunisie en mai 1955. Renforcé en 5 escadrons (2 escadrons de M8, deux escadrons de M24, un escadron porté et un escadron de commandement), il participe avec la 14e DI aux opérations contre l'armée de libération nationale. Le 14 octobre 1962, le régiment quitte l'Algérie. Il embarque le 16 février 1963 pour la métropole après 8 ans sur place.

### 1963 à aujourd'hui

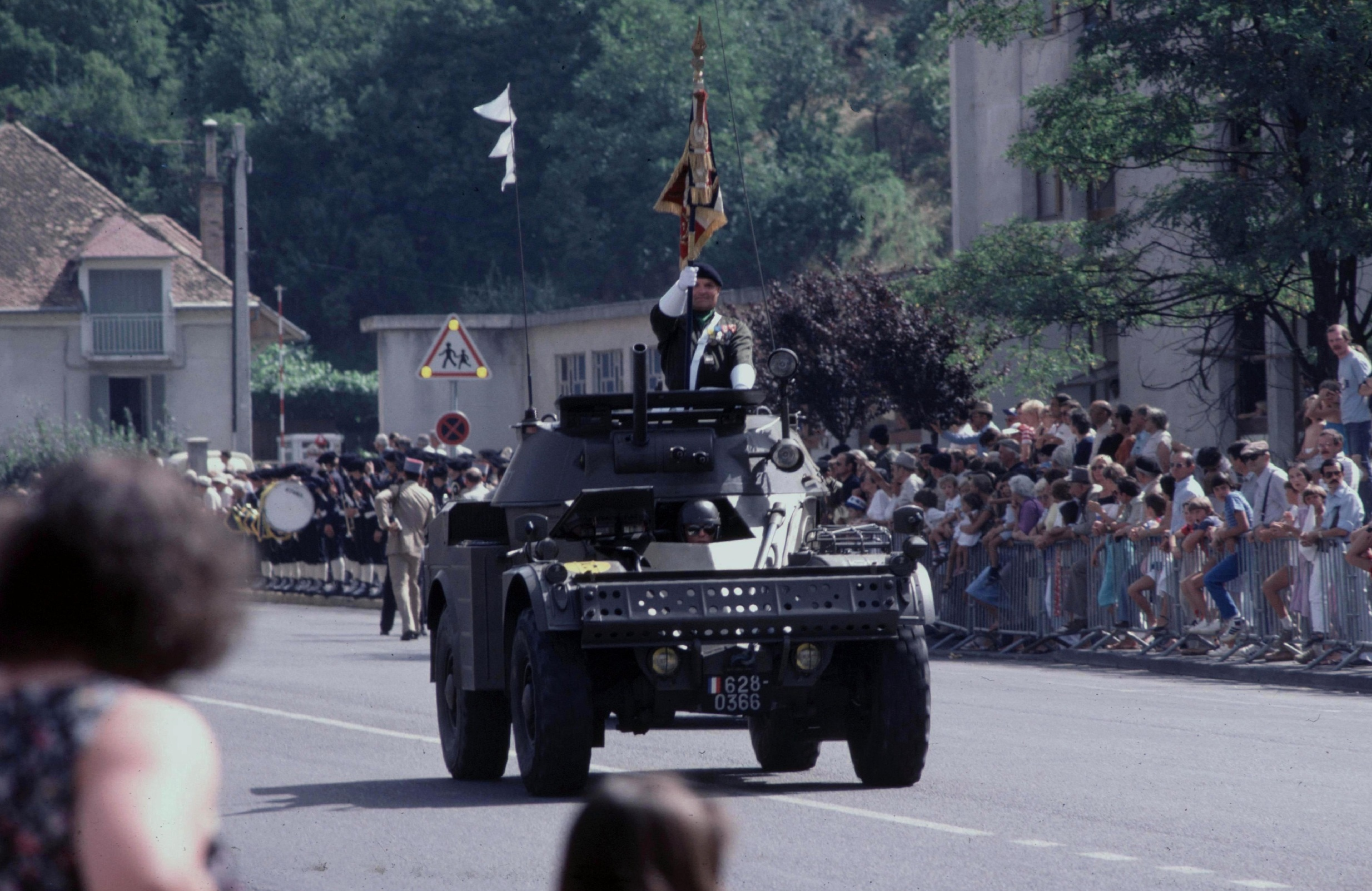
AML-60 avec le porte-drapeau du régiment lors du défilé du 14 juillet 1983 à Gap.

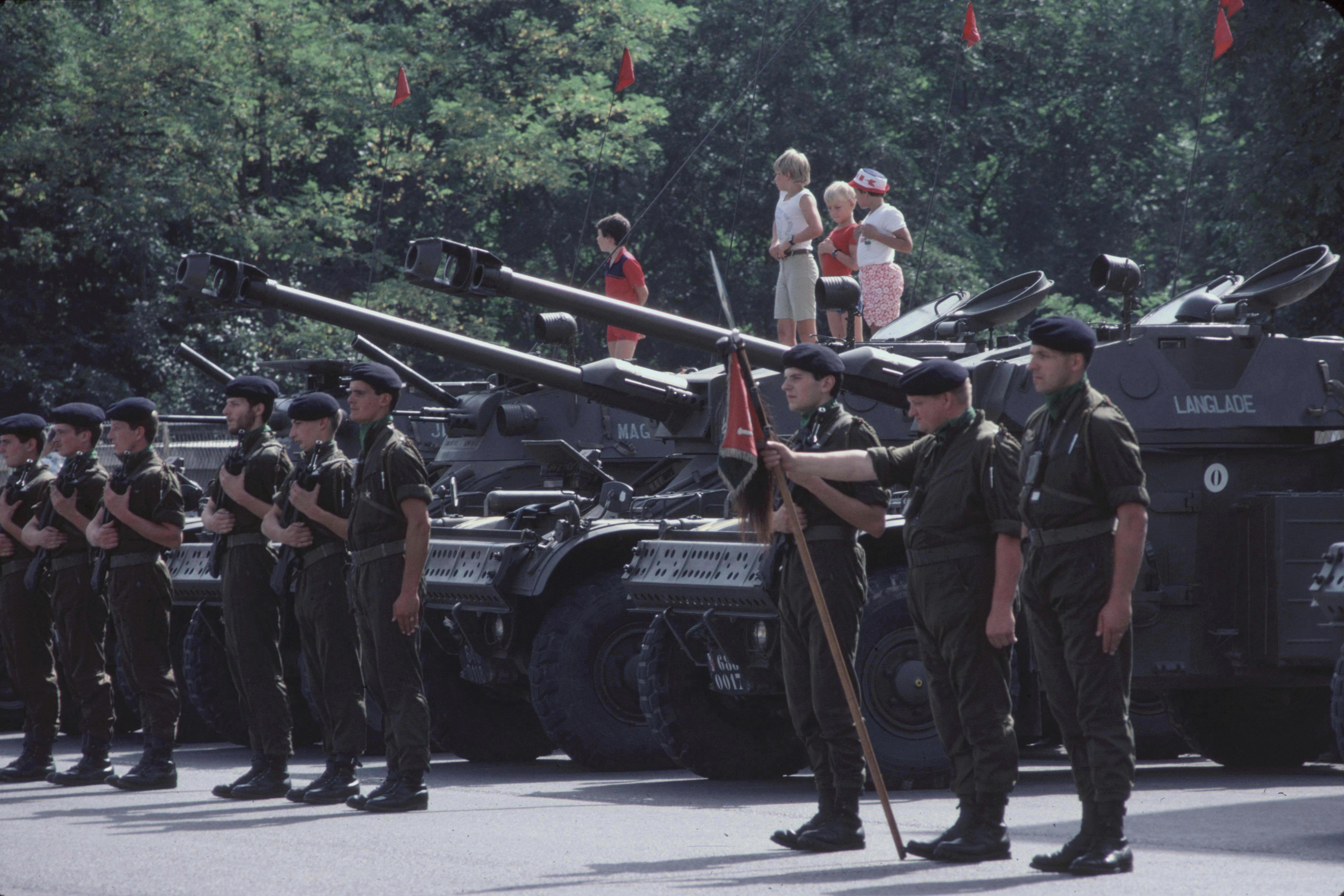
Des AML-90 lors du défilé du 14 juillet 1983 à Gap.

Il devient le régiment de reconnaissance de la 27e brigade alpine en 1963 à son retour d'Afrique du Nord alors qu'il rejoint la garnison de La Valbonne (Quartier Maréchal des Logis de Langlade). En 1983, le 4e Régiment de Chasseurs s'installe à Gap dans une nouvelle caserne qui reçoit le nom « Quartier Général Guillaume ». Il est à cette époque équipé de cinquante automitrailleuses AML-60 (mortier) et AML-90 (canon).
En 2009 il est toujours installé à Gap à la « Caserne Belle Aureille ». Son poste de montagne « Capitaine de Cacqueray-Valmenier » (nommé en hommage au capitaine Xavier de Cacqueray-Valménier) est situé dans le hameau du Fourniel à Saint-Étienne-en-Dévoluy.
Le régiment participe à plusieurs opérations récentes de l'armée française. Il est déployé au Kosovo avec l'opération Trident, au sein du BIMECA 8 d'octobre 2001 à février 2002,puis du BATFRA du 10 d'octobre 2005 à février 2006. Il participe également à l'opération Épervier (Tchad], déployé de février 1999 à juin 1999, puis de juin 2000 à octobre 2000, de février 2003 à juin 2003, octobre 2005 à février 2006, de juin 2008 à octobre 2008 et enfin de juin 2012 à octobre 2012. Il prend également part à l'opération Pamir (Afghanistan) avec les déploiements suivants :

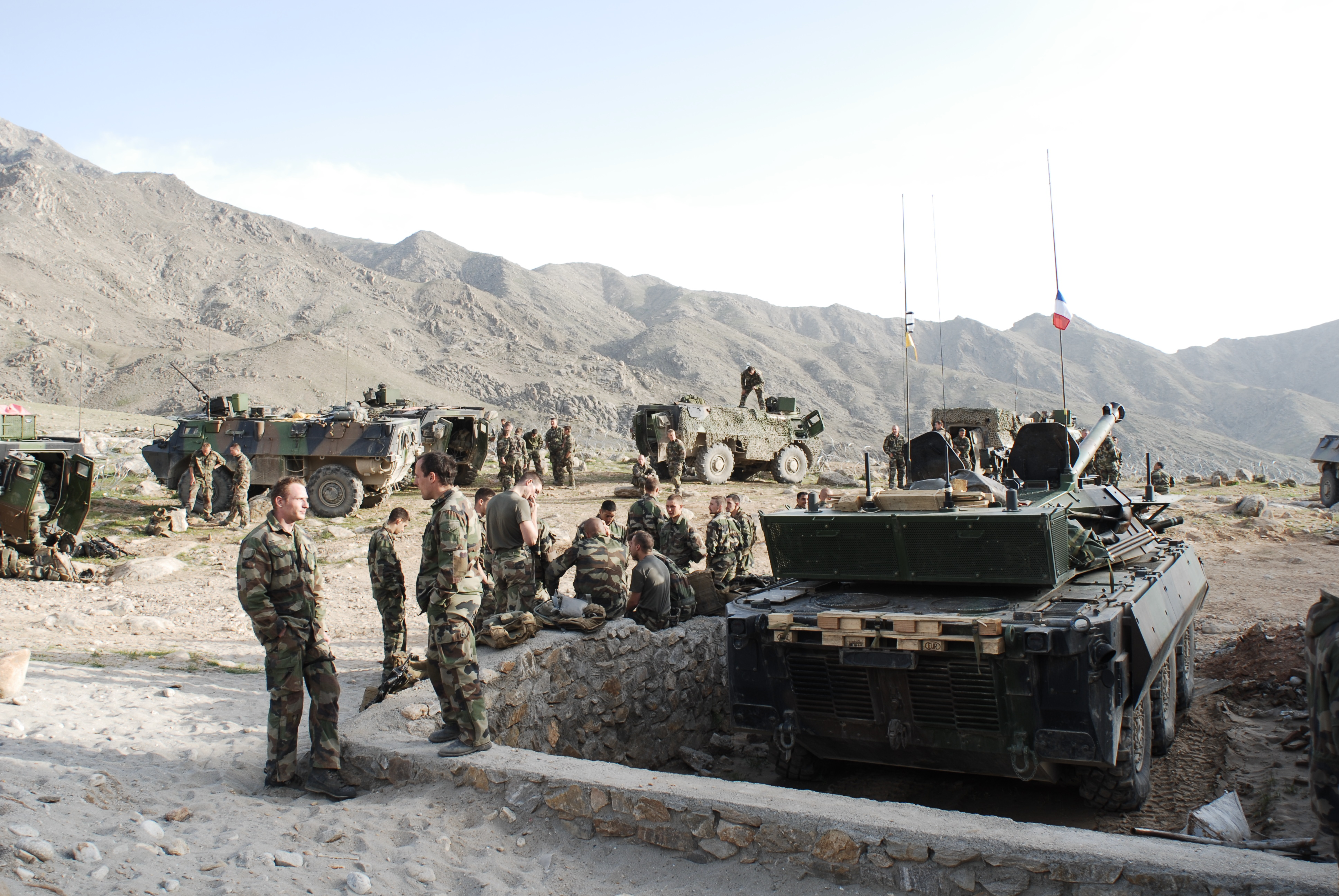
Soldats et AMX-10 RC du 4e RCh dans la vallée d'Alasaï

- BATFRA - N2 de mai 2002 à août 2002
- BATFRA - N8 de mai 2004 à août 2004
- BATFRA - N17 d'octobre 2007 à janvier 2008

Groupement tactique interarmes de Kapisa :
- TF-Black Rock de décembre 2009 à juin 2010
  - Du 14 au 23 mars 2009, le régiment participe à la bataille d'Alasaï, dans la région de Kapisa.
- TF-Allobroges de juin 2010 à décembre 2010
- BG-TIGER de novembre 2011 à mai 2012.

Il est envoyé deux fois au titre de l'opération Licorne (Côte d'Ivoire), avec le contingent Licorne 8 de mars 2005 à juin 2005 puis Licorne 27 d'octobre 2011 à avril 2012. Enfin, le régiment fait partie du 15e mandat des forces françaises déployées en Croatie et Bosnie (IFOR/SFOR), d'octobre 2001 à février 2002. Il combat également en république centrafricaine (opération Sangaris) en 2014 et 2015. Du 4 au 6 août 2014, il participe à la bataille de Batangafo où il s'illustre durant trois jours d'affrontement avec un raid de 700 km. Il est enfin engagé avec l'opération Barkhane (Mali ainsi que Niger) en 2014, 2016, 2017 et 2019. Du 7 au 19 juin 2019, il participe à l'opération d'envergure Aconit au Mali.
Le 25 novembre 2019, au sud d'In Delimane (Nord-Est malien), lors d'une opération antiterroriste nocturne, deux hélicoptères se percutent lors d'une opération du Groupement de commandos de montagne. La totalité des équipages décèdent lors du crash. Six membres des GCM sont identifiés parmi les victimes, dont quatre du 4e RCh

### Organisation actuelle

#### Missions

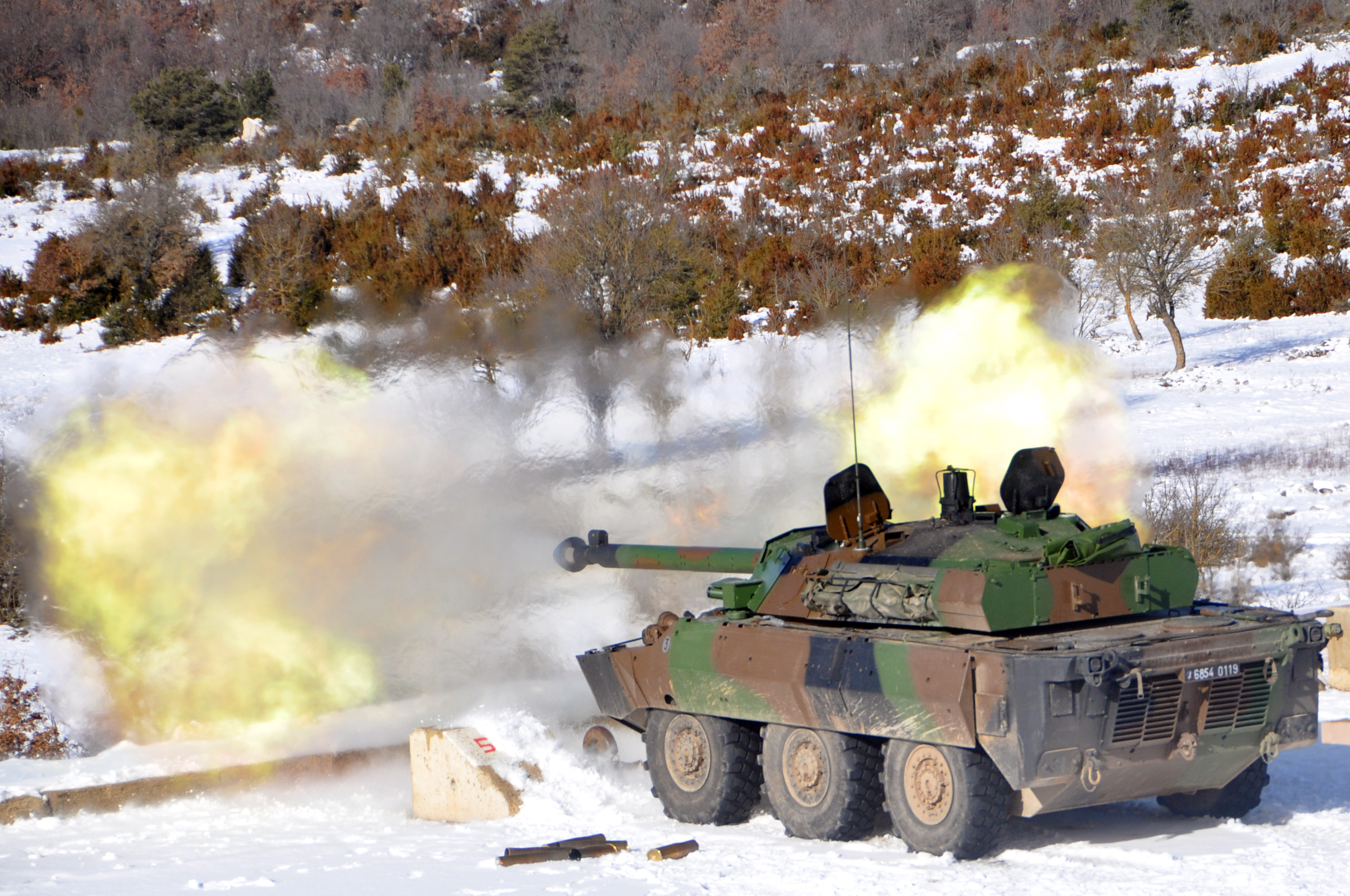
Tir d'AMX-10 RC en montagne hivernale

Unique régiment de cavalerie blindée de la 27e brigade d'infanterie de montagne, le 4e régiment de chasseurs est la seule unité de cavalerie de montagne de l'armée française. Cette double spécificité le prédispose à combattre avec ses matériels majeurs dans des conditions climatiques rudes et sur des terrains escarpés.
Il opère en renseignant par des mouvements rapides et en combattant par des feux puissants.
Capable de mettre en œuvre les canons de 105 mm et 20 mm ainsi que d'employer des missiles moyenne portée (MMP), il est apte à neutraliser tous les types de menaces rencontrées en opération extérieure.
Il fournit le groupe de transport et d'appui blindés de montagne au Groupement de commandos de montagne.

#### Organisation

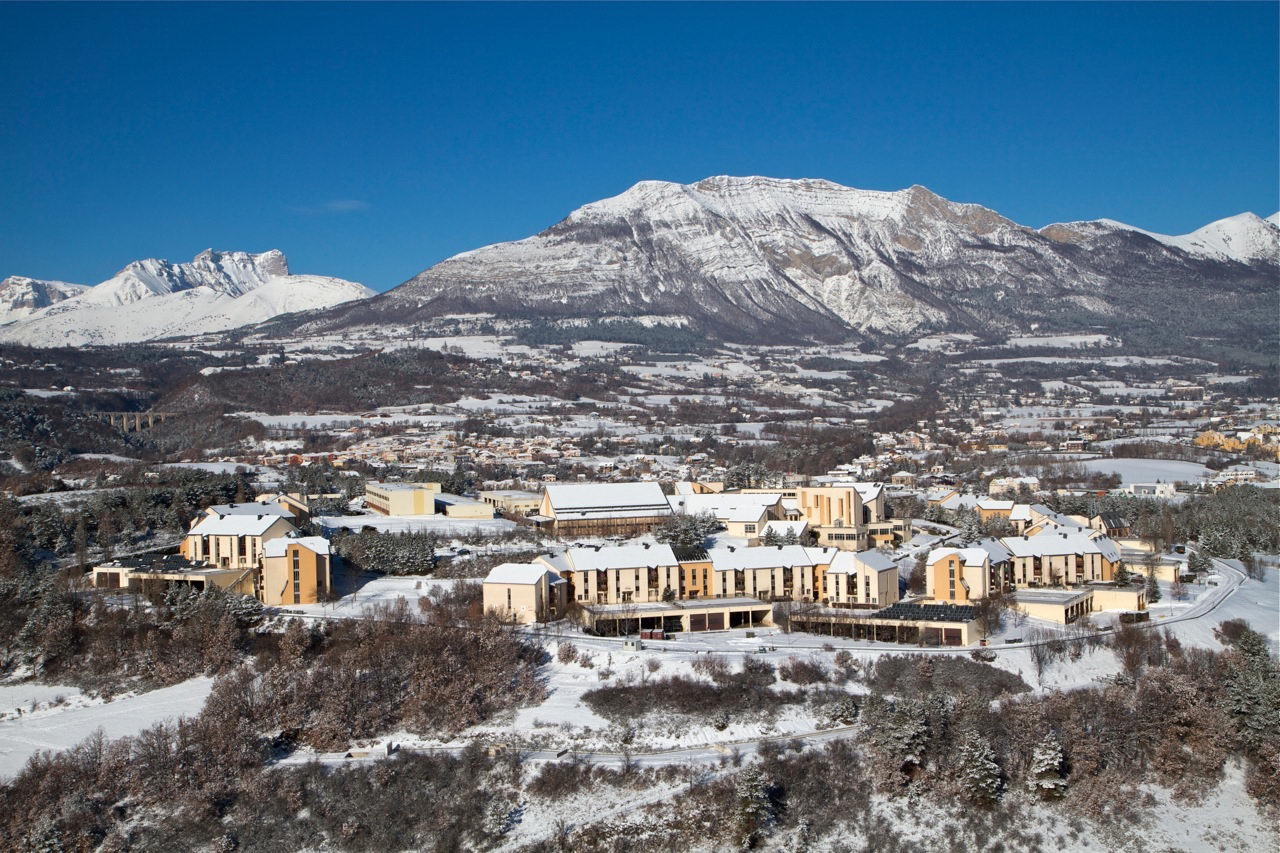
Quartier général Guillaume de Gap

##### Composition
Le 4e Chasseurs est composé de sept escadrons :
- Deux escadrons de combat blindés équipés d'engins blindés roues-canon (AMX-10 RC) et de véhicules blindés légers (VBL) : 1er, 2e escadrons ;
- Trois escadrons de reconnaissance et d'intervention (ERI) équipés de VBL : 3e, 4e et 6e escadrons ;
- un escadron de commandement et de logistique (ECL) ;
- un escadron de réserve : 5e escadron ;

##### Base de défense
Il fait partie de la base de Défense de Gap, qui comprend, au sein-même du Quartier général Guillaume :
- le Groupement de soutien de la base de Défense (GSBdD) de Gap ;
- le Centre de formation initiale militaire (CFIM) où sont formés tous les engagés volontaires de la 27e brigade d'infanterie de montagne ;
- la 141e antenne médicale ;

Le 4e régiment de chasseurs possède aussi le poste militaire de montagne « Capitaine de Cacqueray-Valmenier » dans le massif du Dévoluy.

#### Effectifs
Le 4e régiment de chasseurs compte 796 personnes, dont 42 femmes, 178 réservistes et 10 civils de la Défense[Quand ?] ;

#### Matériels
- 18 AMX-10 RC
- 53 véhicules blindés légers (VBL)
- 8 véhicules de l'avant blindé (VAB)
- 30 véhicules de transports de troupes (GBC)
- 2 véhicules articulés chenillés (VAC) [réf. nécessaire].

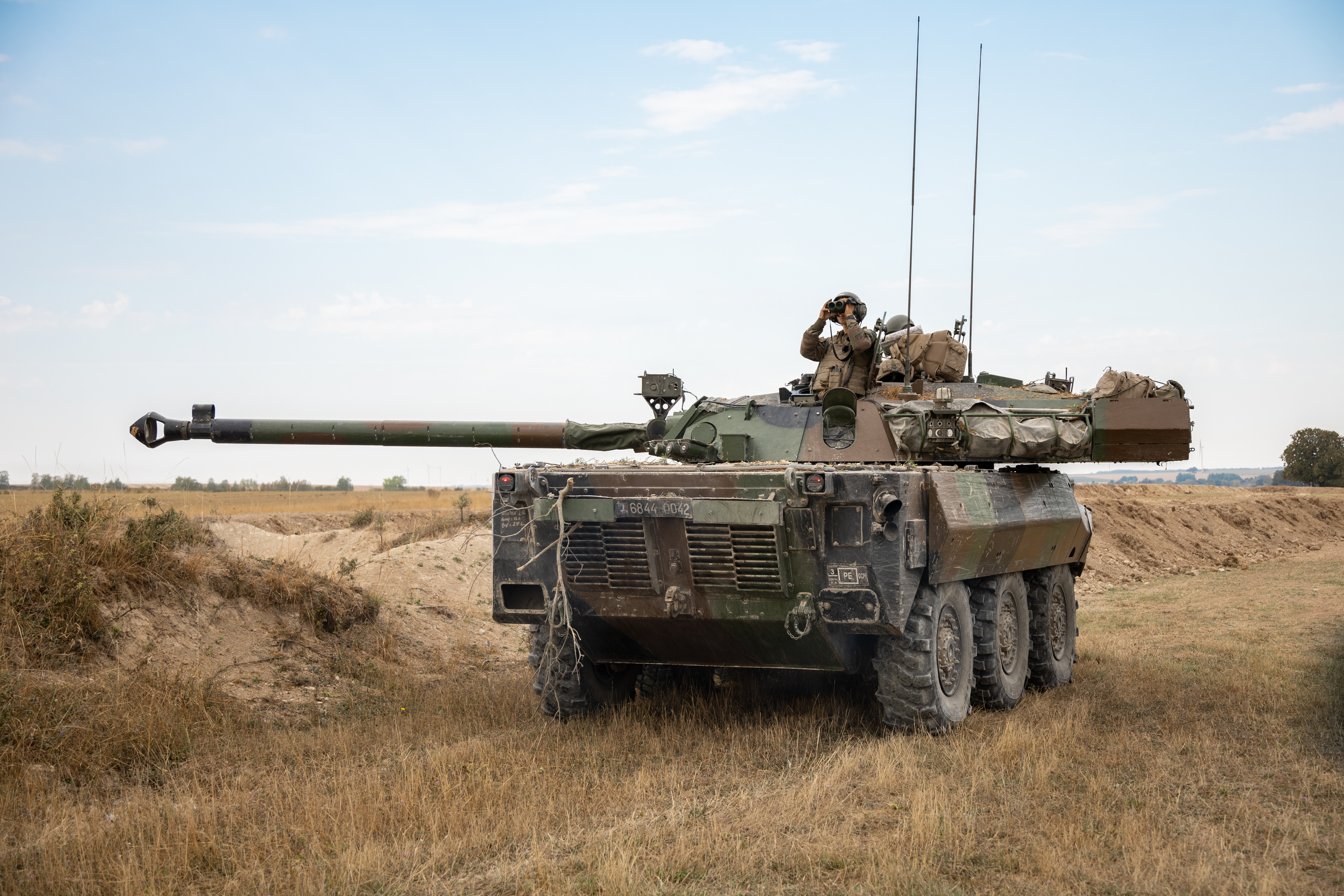
Char roues-canon AMX-10 RC
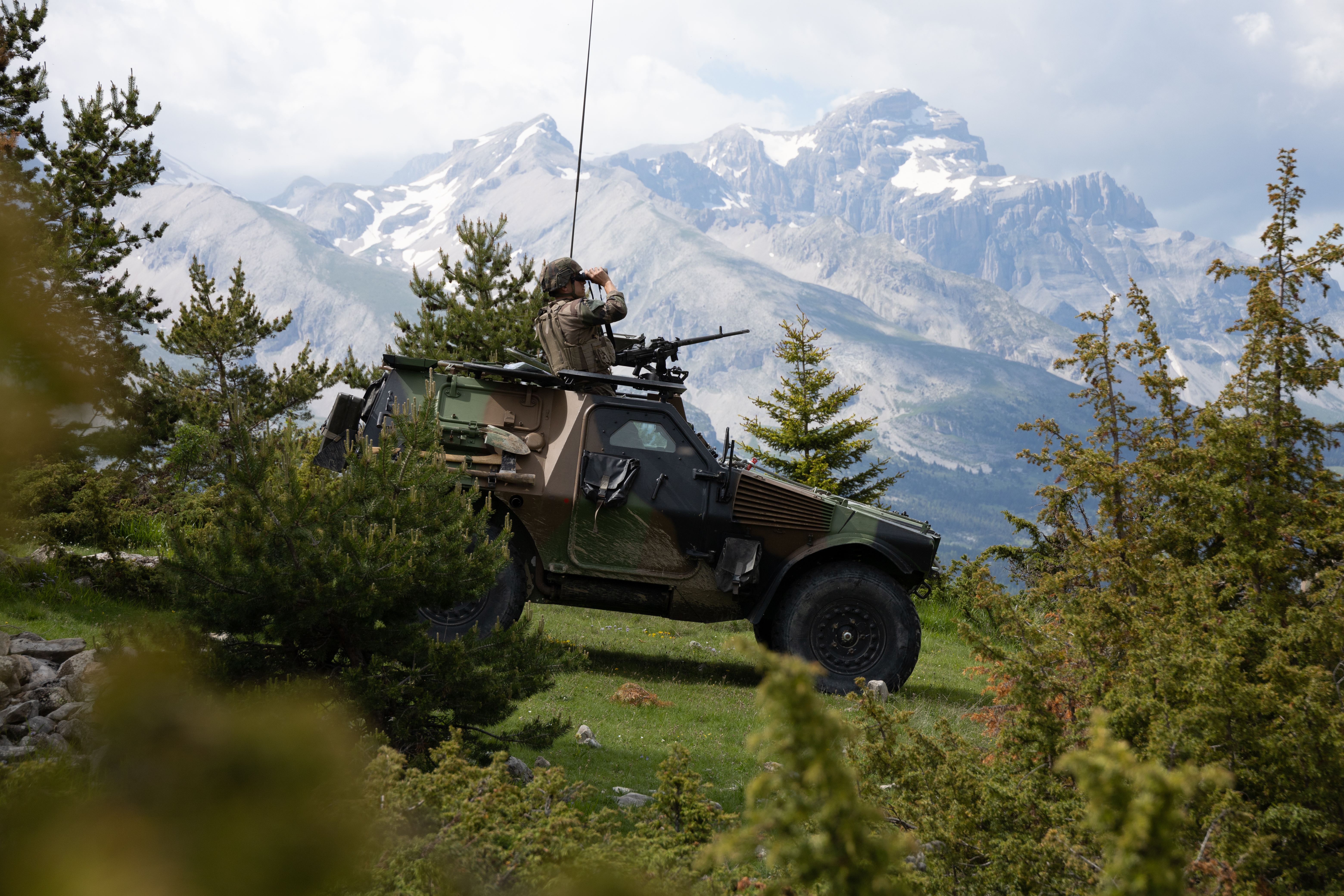
Véhicule blindé léger / VBL
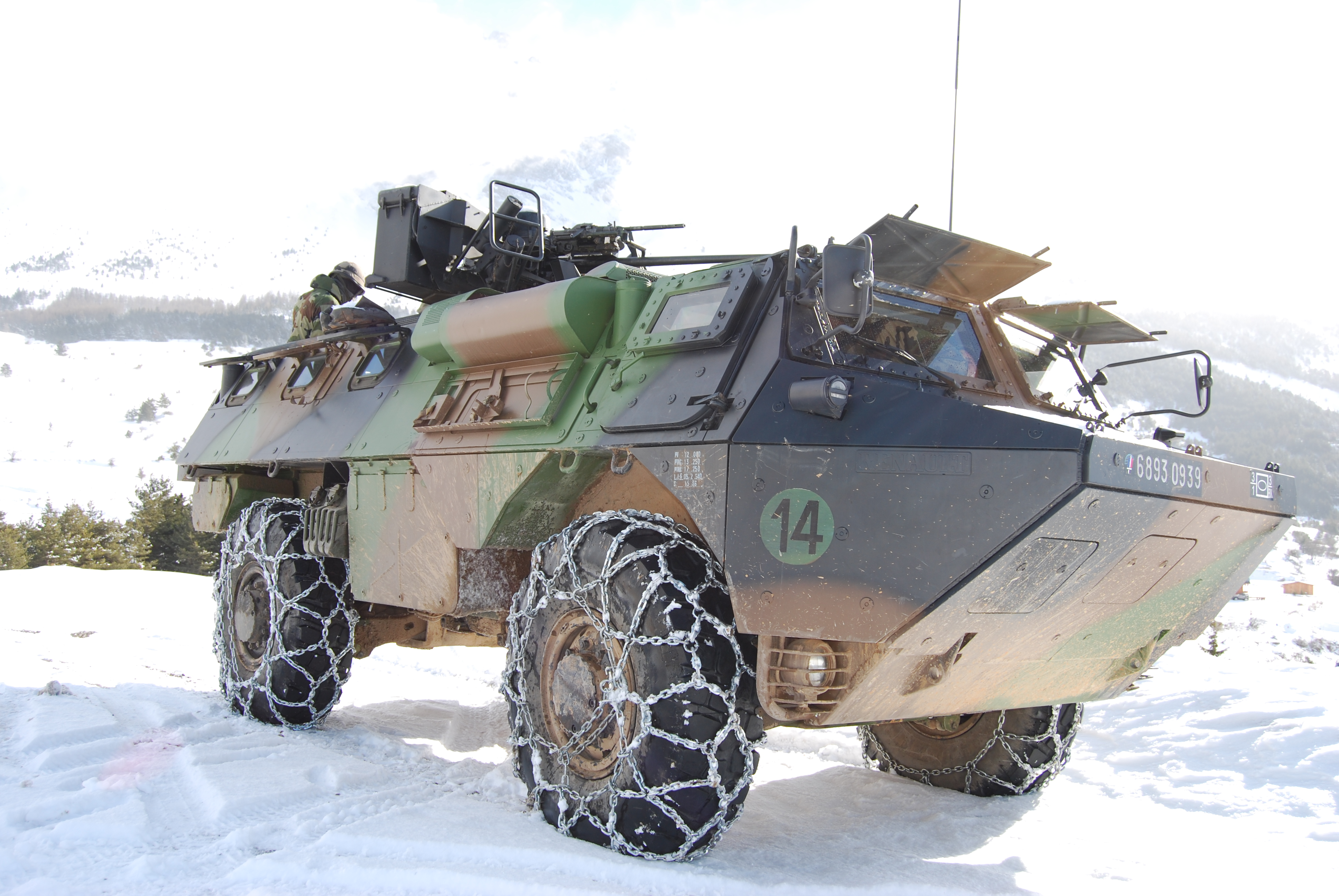
Véhicule de l'avant blindé / VAB
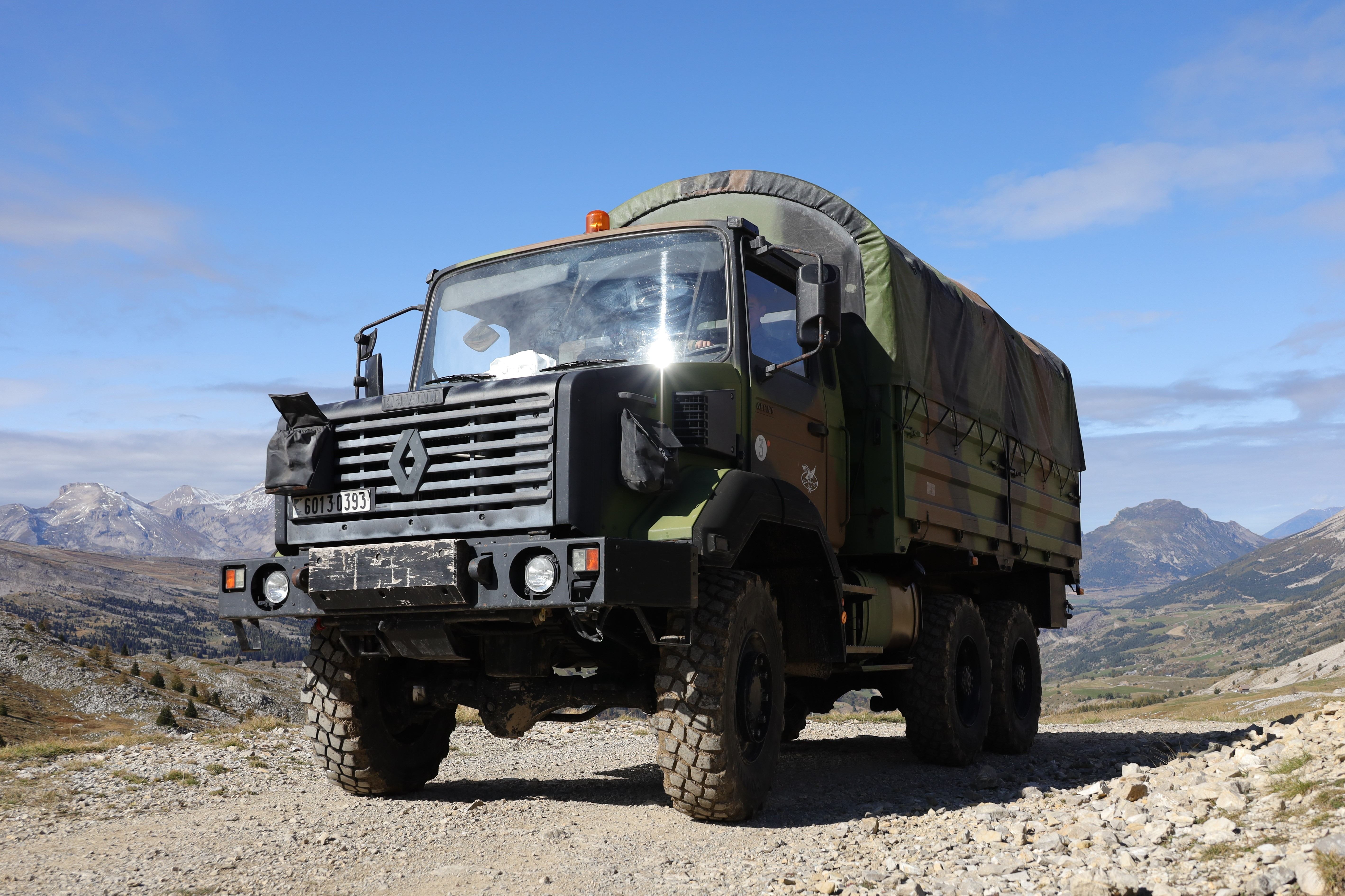
Camion de transport Renault GBC 180
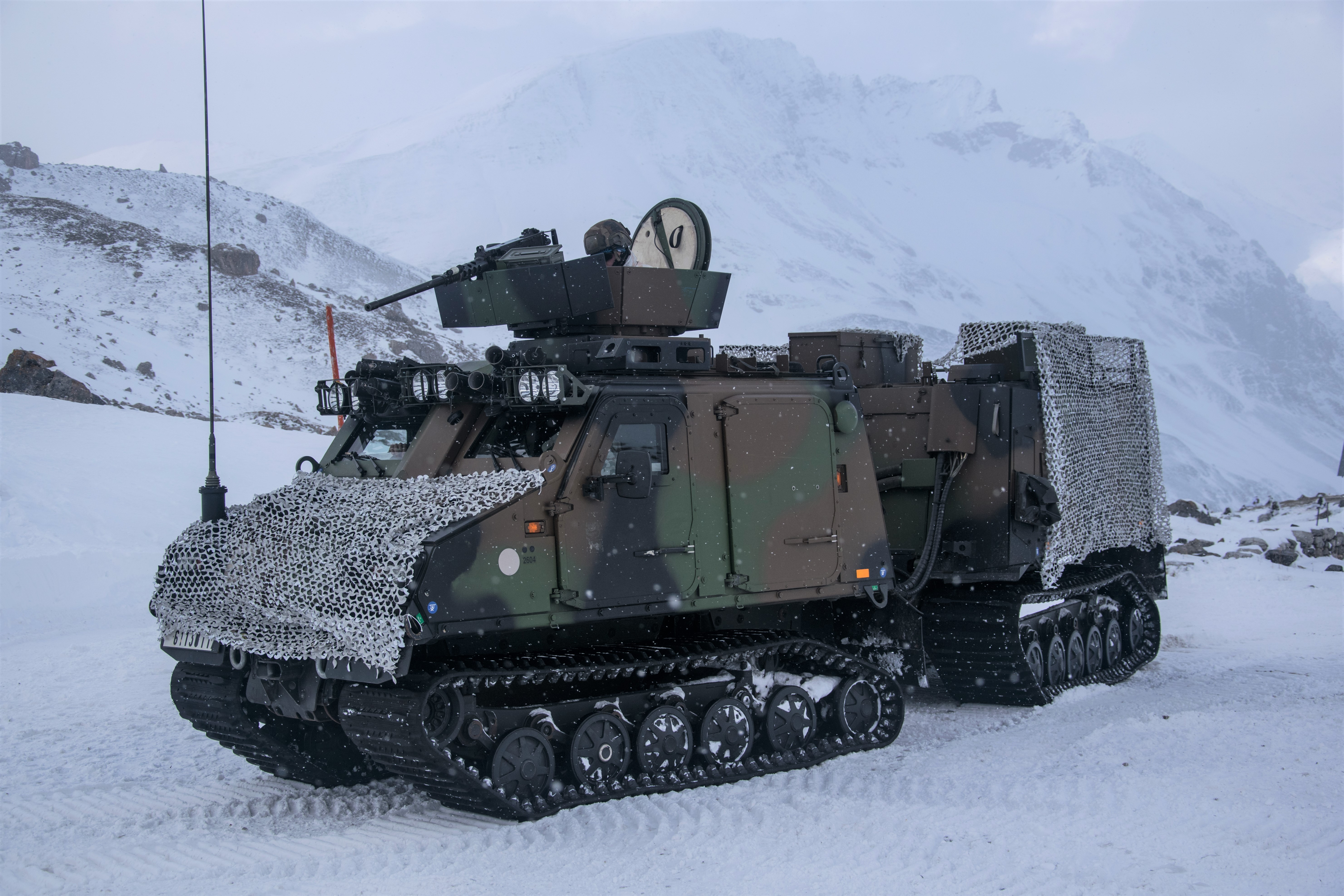
Véhicule articulé chenillé Bandvagn 206 / VAC

### Garnisons
- 1841 : Tarascon
- 1848-1850 : Libourne
- 1882 : Bruyères
- 1887 : Saint-Germain-en-Laye

- 1894-1906 : Marseille[4]
- 1906-1921 : Épinal[4],[7]
- 10 au 30 juillet 1940 : Vic-le-Comte

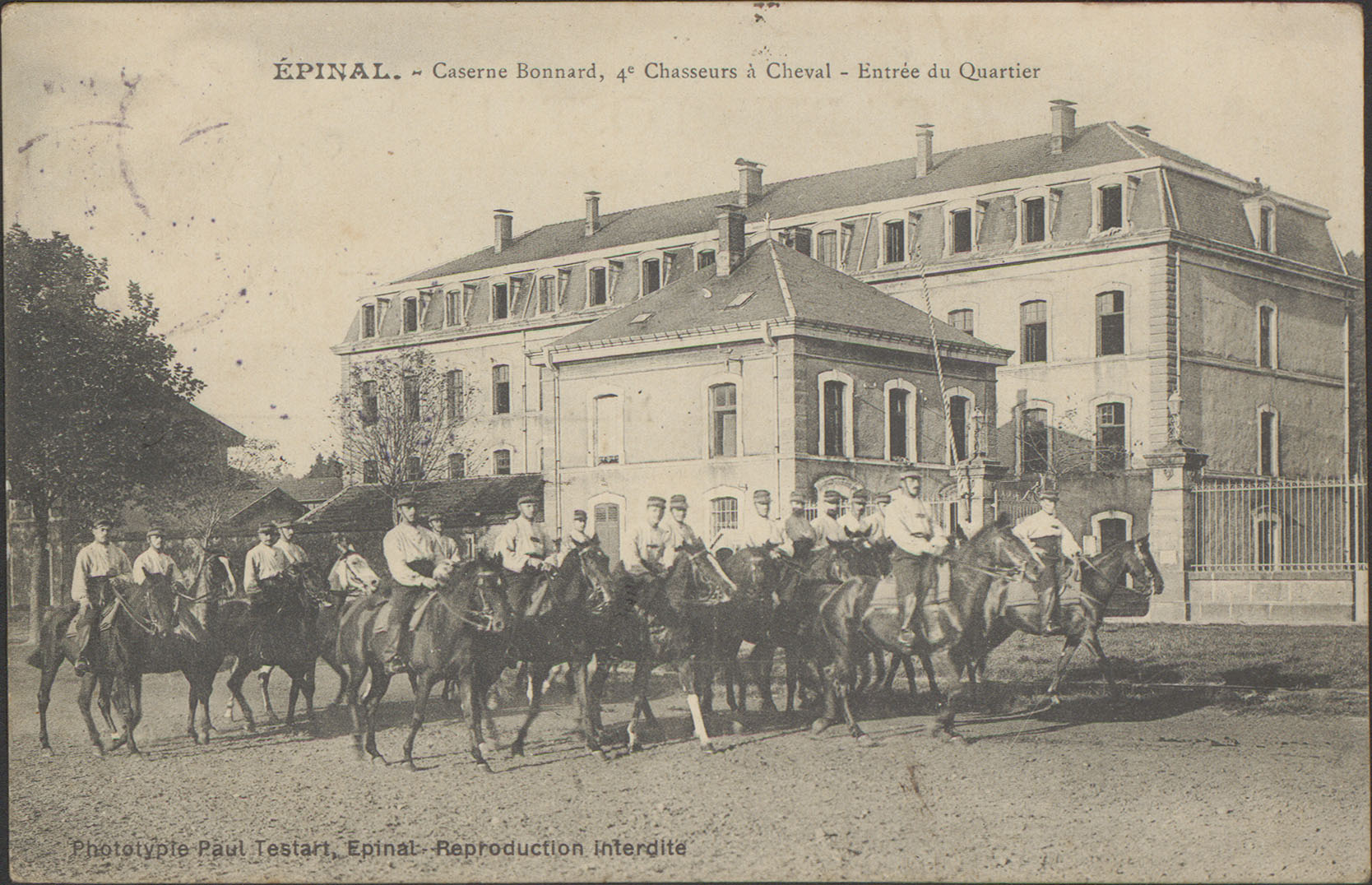
Le 4e régiment de chasseurs à cheval à la caserne Bonnard d'Épinal (carte postale Paul Testart).

- 1er au 19 juillet 1954 : Reutlingen, en Forêt Noire en Allemagne[4].
- 1954 - mai 1955 : dans la région de Bou Ficha puis dans la région de Kaïrouan en Tunisie[4].
- mai 1955 - janvier 1960 : Algérie (PC à Chateaudun du Rhumel, Escadron(s) à Aïn M'lila, à Oued Athmenia)[4]
- janvier 1960 - juillet 1962 : Algérie (Région de Lamy puis de Kouif)[4]
- juillet 1962 - octobre 1962 : Algérie (Région de Tebessa puis de Morsott)[4]
- octobre 1962 - février 1963 : Algérie (PC à Combes)[réf. nécessaire]
- octobre 1962 - février 1963 : Algérie (région de La Calle)[4]
- 10 février 1963 - 30 juin 1983 : La Valbonne[4]
- 1er juillet 1983 : Gap[4]

## Traditions

### Insignes
- Insigne régimentaire :

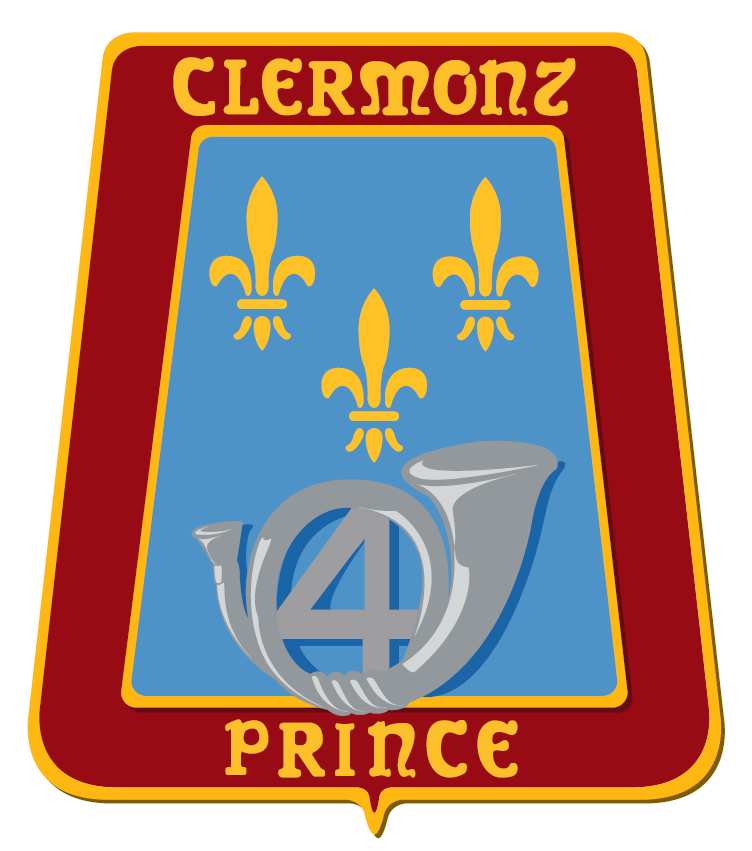
Insigne régimentaire du 4e RCh

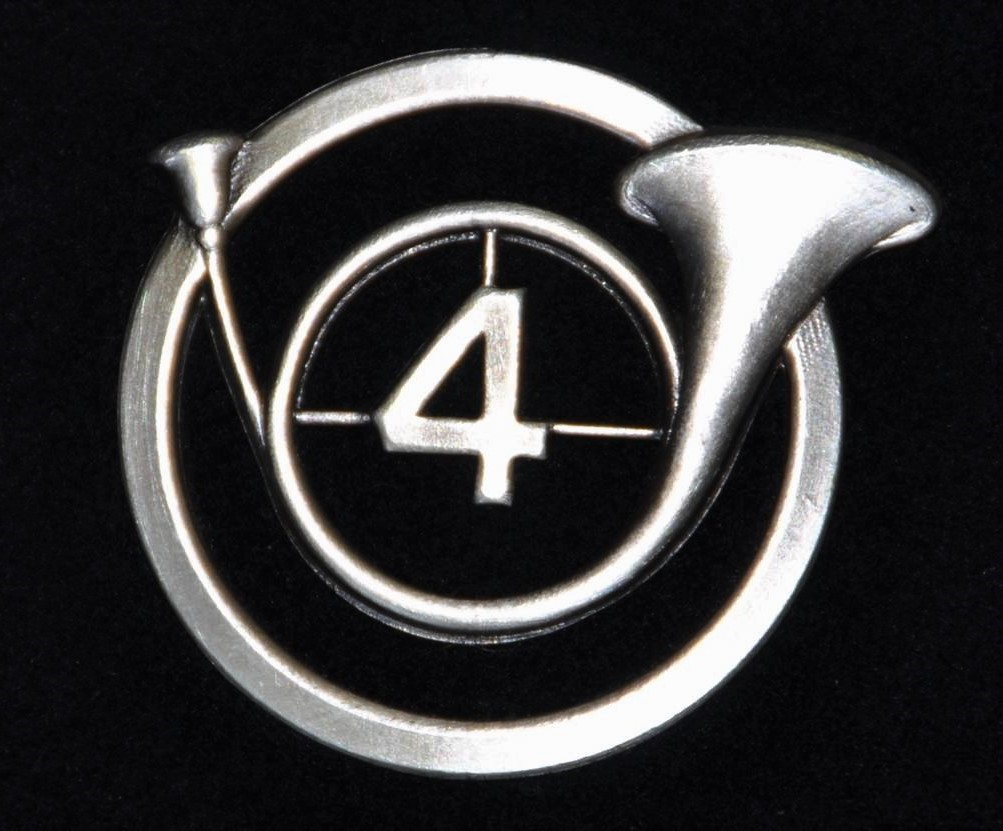
Insigne de tarte du 4e RCh

Sabretache d’azur à trois fleurs de lys d’or surmontant en pointe un cor d’argent frappé du chiffre 4, et sur l’orle de gueules bordé d’or, au chef la mention CLERMONT et en pointe la mention PRINCE en capitales d’or.
- Insigne de tarte :

Lors de sa recréation en 1954, le 4e régiment de chasseurs arbore comme insigne de béret le chiffre 4 entouré d'un cor, avant d'adopter le heaume de cavalerie. En 2014, à l'occasion du 60e anniversaire de la recréation du régiment, le chef d'état-major de l'armée de Terre autorise le 4e RCh à porter de nouveau son insigne d'origine.

### Devise
La devise du 4e régiment de chasseurs est : "Toujours prêt, toujours volontaire"

### Étendard

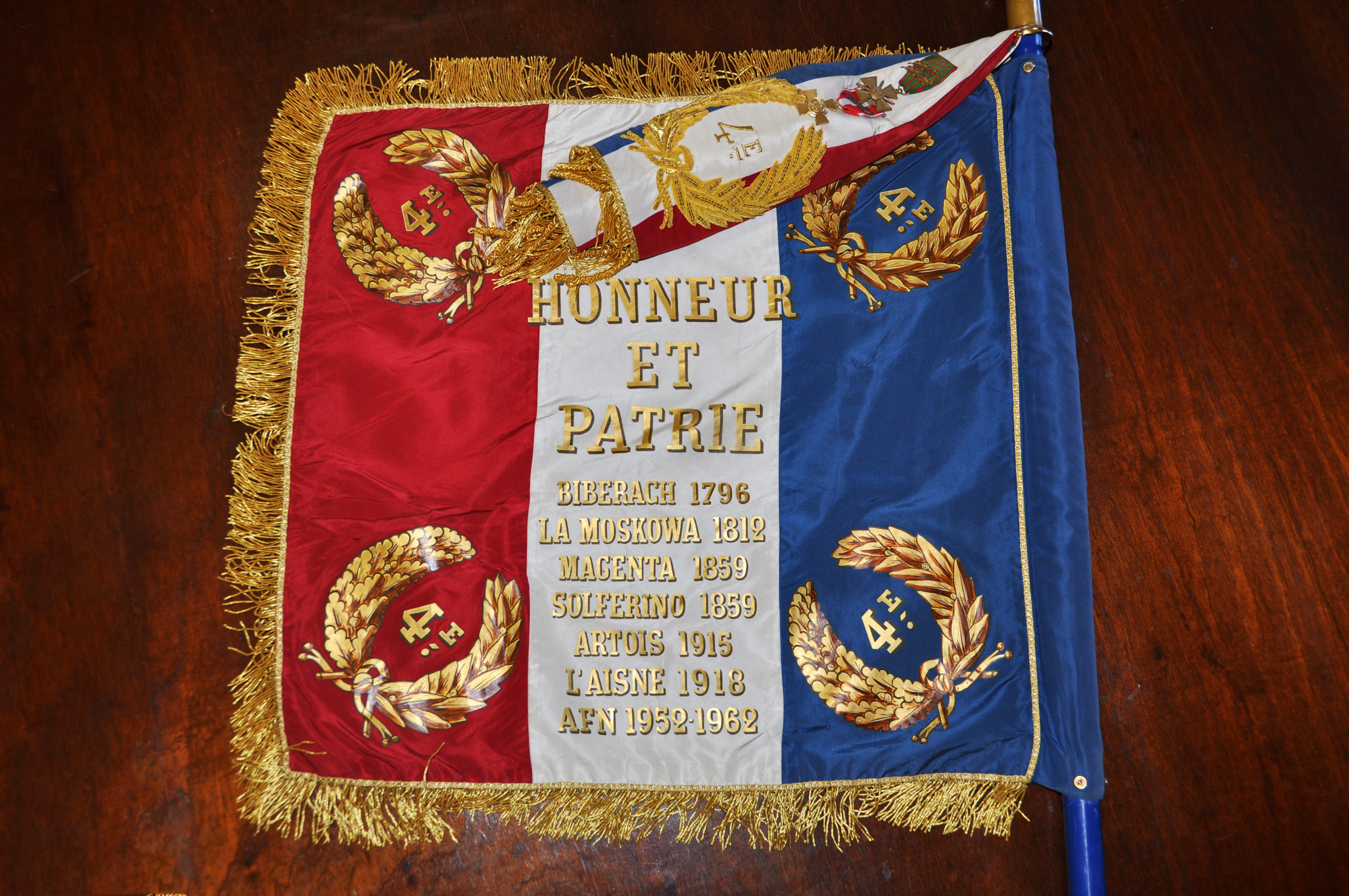
Étendard du 4e régiment de chasseurs

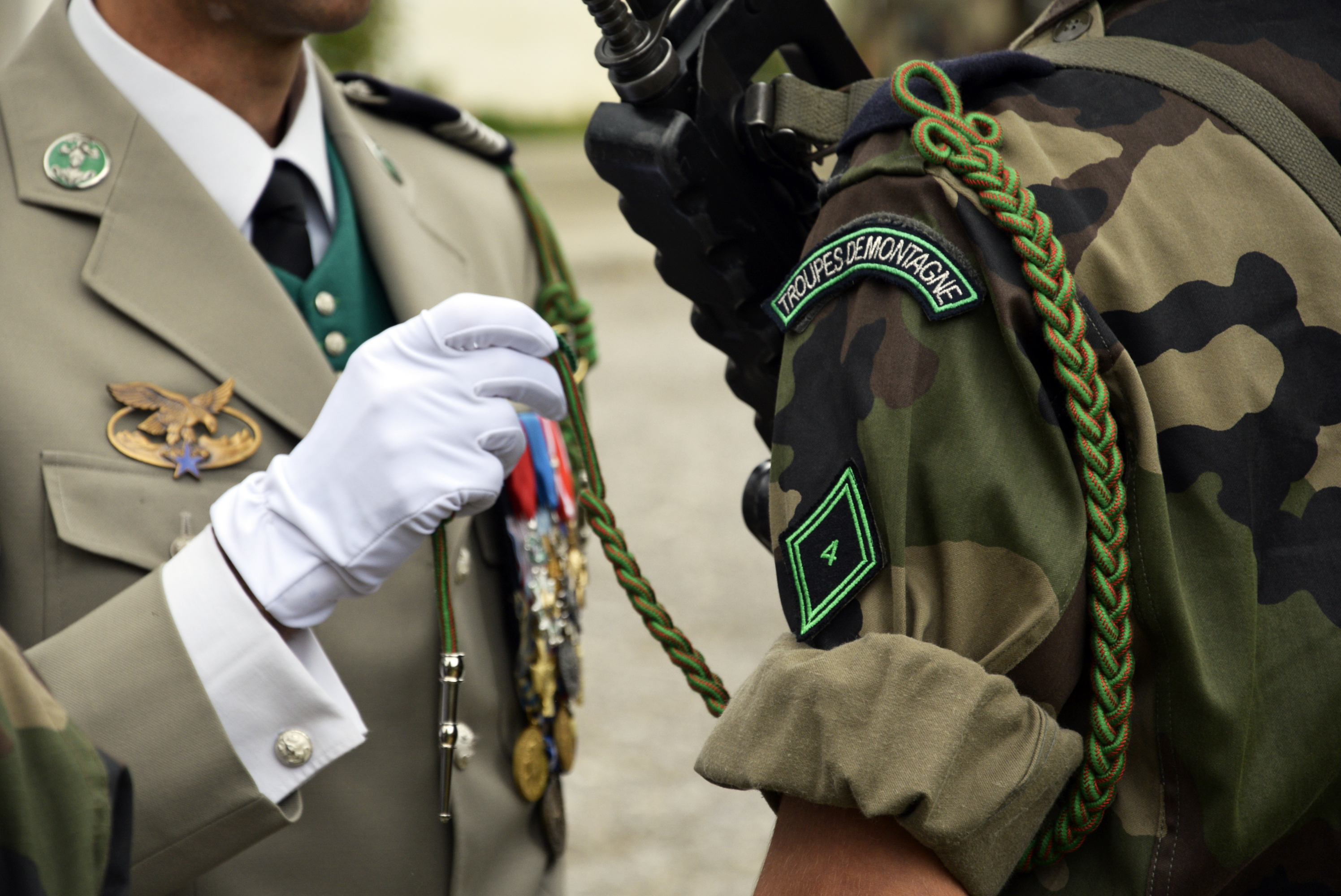
Remise de la fourragère à un jeune chasseur

Il porte, cousues en lettres d'or dans ses plis, les inscriptions suivantes, :
- Biberach 1796
- Moskova 1812
- Magenta 1859
- Solférino 1859
- Artois 1915
- L'Aisne 1918
- AFN 1952-1962

Le 30 avril 1970, une décision ministérielle énonce que les régiments de chasseurs auront en dépôt dans leur salle d'honneur les étendards des régiments de chasseurs d'Afrique du même rang. Les régiments de chasseurs qui ne portent pas de fourragère, à titre d'héritage des régiments de chasseurs à cheval, pourront porter la fourragère du régiment de chasseurs d'Afrique dont ils ont repris les traditions.
Le 4e régiment de chasseurs conserve l'étendard et les traditions du 4e régiment de chasseurs d'Afrique dont il porte, à titre temporaire depuis 1973, la fourragère aux couleurs du ruban de la croix de guerre 1914-1918. L'étendard du 4e RCA avait été décoré de la Croix de Guerre 14-18 (2 palmes) et de la Croix de Guerre 39-45 (1 palme). Le 11 novembre 2024, l'étendard a été pour la troisième reprise décoré d'une Croix de la Valeur militaire.

### Décorations
- Médaille d'or de la Ville de Milan (1909).
- Croix de guerre 1914-1918
- Croix de la Valeur militaire (2012, Afghanistan)
- Croix de la Valeur militaire avec palme de bronze (2014, République centrafricaine)
- Croix de la Valeur militaire avec palme de bronze (2022, Sahel)
- Port de la fourragère aux couleurs du ruban de la croix de la Valeur militaire (2024)[21]

### Parrain
Jean d'Orléans, actuel « comte de Paris », est le parrain du régiment,, créé par son arrière-oncle Louis de Bourbon-Condé (1709-1771), comte de Clermont.

## Jumelages

Insigne du 12e RBC

Héritier des traditions du 4e régiment de chasseurs d'Afrique, le 4e RCh est jumelé historiquement avec le régiment de cavalerie légère britannique The Light Dragoons qui participa aux côtés du 4e RCA à la fameuse charge de Balaklava en 1854.
Depuis 2015, le régiment est en partenariat avec le 12e Régiment blindé du Canada (12e RBC) avec qui des échanges alternent chaque année.

## Personnalités ayant servi au4eChasseurs
- Charles François Martigue (1777-1825), alors chef d'escadron.
- Joseph-Louis-André Bon (1793-1843), lieutenant-colonel du 4e régiment de chasseurs à cheval (1813)
- Hubert Lyautey (1854-1934), maréchal de France. En 1887, il commanda le 1er escadron du 4e régiment de chasseurs à cheval, période au cours de laquelle il écrivit Le rôle social de l'officier.
- Ismaël de Lesseps (1871-1915), fils de Ferdinand de Lesseps, brigadier au 1er escadron du 4e régiment de chasseurs à cheval, mort pour la France.
- Paul Lacombe de La Tour (1889-1940), lieutenant-colonel mort pour la France en 1940, y a servi pendant la Première Guerre mondiale.
- Alain de Boissieu (1914-2006), général, Compagnon de la Libération, gendre du général de Gaulle, chef de corps de 1956 à 1958.
- Xavier de Cacqueray-Valménier (1928-1958), officier de l'Ordre de la Légion d'Honneur, Croix de guerre T.O.E, Promotion de Saint-Cyr « Général Frère » (1948-1950). Mort pour la France le 28 septembre 1958 au combat de la mechta Kenaoui, à Oued Athmania dans la Wilaya de Mila en Algérie. Il commandait alors le 3e escadron du 4e régiment de chasseurs et fut tué à la tête de son unité[26]. Son nom a été donné le 24 juillet 2010 à la promotion 2009-2012 de l'École spéciale militaire de Saint-Cyr. Le poste de montagne du 4e régiment de chasseurs à Saint-Étienne-en-Dévoluy porte également son nom.

### Sources et bibliographie
- Roland Jehan et Jean-Philippe Lecce, Encyclopédie des insignes de l'arme blindée cavalerie, t. 2 : Les chasseurs à cheval par les Chefs d'Escadrons, Coudray-Macouard, Cheminements, 2008, 389 p. (ISBN 978-2-84478-708-8, OCLC 470798220)
- Historique du 4e régiment de chasseurs à cheval pendant la guerre 1914-1918, Nancy, Berger-Levrault, 104 p., lire en ligne sur Gallica.